# Krasnogorskoje
Krasnogorskoje (ros. Красногорское) – wieś w Rosji, w Kraju Ałtajskim.
Miejscowość położona jest w odległości ok. 233 km od stolicy Kraju Ałtajskiego – miasta Barnauł i jest ośrodkiem administracyjnym rejonu krasnogorskiego. Została założona w 1811 roku.